# Municipio de Marneuli
El municipio de Marneuli (en georgiano: მარნეულის მუნიციპალიტეტი; en azerí: Marneuli bələdiyyəsi) es un municipio en el sur de Georgia perteneciente a la región de Baja Iberia. El área total del municipio es 935 kilómetros cuadrados y su centro administrativo es Marneuli. La población era 104.300, según el censo de 2014.

## Geografía
El municipio de Marneuli limita al norte con el municipio de Tetritskaro, al este con el de Dmanisi y al oeste, Gardabani. En el sur del municipio se encuentra la frontera con Armenia y conAzerbaiyán.
Una gran parte del municipio se encuentra en la llanura del Baja Iberia, entre los 350 y 600 metros de altitud. El punto más alto del municipio es la montaña Garadag (1416 m).

### Clima
En el municipio de Marneuli existe un clima continental monzónico moderadamente seco, con veranos calurosos e inviernos templados y fríos. La temperatura media anual es de 12 °C, 0-0,3 °C en enero y 24 °C en julio.

## Historia
El municipio está ubicado en la parte central de la región histórica de Borchalo. Después del colapso del reino de Georgia en el siglo XVI, perteneció al reino de Kartli, luego al de Kartli-Kajetia unido en 1762 y durante el período de pertenencia al Imperio ruso, a la gobernación de Tiflis. El uyezd de Borchalo estaba habitado predominantemente por armenios, azerbaiyanos (conocidos como tártaros en ese momento) y griegos; la sede administrativa estaba en el territorio del actual municipio de Marneuli en Shulaveri, desde 1925 llamado Shaumiani (que no debe confundirse con el actual pueblo de Shulaveri, que surgió a principios del siglo XX en torno a la estación ferroviaria del mismo nombre, a unos siete kilómetros del pueblo).
El uyezd siguió existiendo en los primeros años de la Unión Soviética hasta 1929, cuando el raión de Borchali se escindió por primera vez como parte del efímero ókrug de Tiflis y se independizó en 1930. Inicialmente, el centro administrativo seguía siendo Shaumiani. En 1947 se trasladó a Borchali, que también pasó a llamarse Sarvani (en georgiano: სარვანი; en azerí: Sarvan). En 1952, el lugar (de la ciudad de 1964) recibió su nombre actual (georgiano) Marneuli, y el nombre del raion se ajustó en consecuencia. Desde la década de 1970 hasta 1995, la ciudad de Marneuli, que creció rápidamente, se separó del raion como una unidad administrativa independiente; sin embargo, el centro del raión todavía estaba allí. 
En 1995, el raion se asignó a la recién creada región de Baja Iberia con la reincorporación de la ciudad de Marneuli, y en 2006 se transformó en municipio.

## Política
La asamblea municipal de Marneuli (en georgiano: მარნეულის საკრებულო) es un órgano representativo en el municipio de Marneuli, que consta de 33 miembros que se eligen cada cuatro años. La última elección se llevó a cabo en octubre de 2021 y la ganó Kenan Omarov del Sueño georgiano.
| Partido político | Partido político          | 2017 | 2021 |
| ---------------- | ------------------------- | ---- | ---- |
|                  | Sueño georgiano           | 31   | 27   |
|                  | Movimiento Nacional Unido | 1    | 6    |
|                  | Georgia Europea           | 3    |      |
| Total            | Total                     | 35   | 33   |

## División administrativa
El municipio consta de 16 temi o consejos de pueblos, 72 pueblos (sopeli), y hay una ciudad, Marneuli. 
Los temi o consejos de pueblos son: Ajkerpi, Algueti, Damia-Guiaurarji, Jodzhorni, Kachagani, Kapanajchi, Kasumlo, Kizil-Adzhlo, Kurtlari, Kvemo Kulari, Opreti, Shaumiani, Shulaveri, Tamarisi, Tserakvi, Tsereteli.

## Demografía
El municipio de Marneuli ha tenido una disminución de población desde 1989, teniendo hoy sobre el 86% de los habitantes de entonces.
| Población del municipio de Marneuli                                    | Población del municipio de Marneuli | Población del municipio de Marneuli | Población del municipio de Marneuli | Población del municipio de Marneuli | Población del municipio de Marneuli | Población del municipio de Marneuli | Población del municipio de Marneuli | Población del municipio de Marneuli | Población del municipio de Marneuli | Población del municipio de Marneuli | Población del municipio de Marneuli |
|                                                                        | 1897                                | 1922                                | 1926                                | 1939                                | 1959                                | 1970                                | 1979                                | 1989                                | 2002                                | 2014                                | 2021                                |
| ---------------------------------------------------------------------- | ----------------------------------- | ----------------------------------- | ----------------------------------- | ----------------------------------- | ----------------------------------- | ----------------------------------- | ----------------------------------- | ----------------------------------- | ----------------------------------- | ----------------------------------- | ----------------------------------- |
| Municipio de Marneuli                                                  | -                                   | -                                   | -                                   | 48 970                              | 72 155                              | 91 054                              | 99 867                              | 124 332                             | 118 221                             | 104 300                             | 107 824                             |
| Ciudad de Marneuli                                                     | -                                   | 904                                 | -                                   | 4233                                | 12 400                              | 15 829                              | 19 568                              | 27 557                              | 20 065                              | 20 211                              | 23 604                              |
| Datos: Estadística de población de Georgia desde 1897 hasta hoy. Nota: |                                     |                                     |                                     |                                     |                                     |                                     |                                     |                                     |                                     |                                     |                                     |

La población está compuesta por un 54% de georgianos, mientras que los azeríes son el 43,5% y los armenios el 3%.
|                   | 1939      | 1939       | 1959      | 1959       | 2002      | 2002       | 2014      | 2014       |
| Grupo étnico      | Población | Porcentaje | Población | Porcentaje | Población | Porcentaje | Población | Porcentaje |
| ----------------- | --------- | ---------- | --------- | ---------- | --------- | ---------- | --------- | ---------- |
| Georgianos        | 1550      | 3,2%       | 4921      | 6,8%       | 9503      | 8,04%      | 8952      | 8,58%      |
| Rusos             | 3184      | 6,5%       | 3757      | 5,2%       | 523       | 0,44%      | 230       | 0,22%      |
| Ucranianos        | 3184      | 6,5%       | 567       | 0,8%       | 29        | 0,02%      | 49        | 0,05%      |
| Azeríes           | 28 665    | 58,5%      | 44 560    | 61,8%      | 98 245    | 83,10%     | 87 371    | 83,77%     |
| Armenios          | 13 116    | 26,8%      | 14 928    | 20,7%      | 9329      | 7,89%      | 7291      | 6,99%      |
| Griegos           | 1802      | 3,7%       | 2723      | 3,8%       | 396       | 0,33%      | 182       | 0,17%      |
| Osetios           | 32        | 0,1%       | 81        | 0,1%       | 47        | 0,04%      | 43        | 0,04%      |
| Yazidíes          | -         | -          | -         | -          | 6         | 0,01%      | 7         | 0,01%      |
| Abjasios          | -         | -          | -         | -          | 29        | 0,02%      | 1         | 0,01%      |
| Asirios           | 63        | 0,1%       | -         | -          | -         | -          | 24        | 0,02%      |
| Ávaros            | -         | -          | -         | -          | -         | -          | 13        | 0,01%      |
| Judíos            | 20        | 0,1%       | 40        | 0,1%       | -         | -          | 7         | 0,01%      |
| Chechenos y kists | 4         | 0,1%       | -         | -          | 1         | 0,01%      | 1         | 0,01%      |
| Kurdos            | 50        | 0,1%       | 84        | 0,1%       | -         | -          | -         | -          |
| Alemanes          | 188       | 0,4%       | -         | -          | -         | -          | -         | -          |
| Lezguinos         | 31        | 0,1%       | -         | -          | -         | -          | -         | -          |
| Total             | 48 970    | 100%       | 72 155    | 100%       | 118 221   | 100%       | 104 300   | 100%       |

Los asentamientos más grandes junto a la ciudad de Marneuli son predominantemente habitados por azeríes. Los asentamientos más grandes habitados por georgianos son los pueblos de Saimerlo, Tamarisi y Tsereteli. Los pueblos armenios más grandes son Ajkerpi, Damia y Tsitelsopeli.

## Economía
Después del colapso de la Unión Soviética, la economía de Marneuli se derrumbó de manera similar a otras regiones del país. El área de Marneuli está plagada de fábricas contaminadas y abandonadas que son los restos de la política económica soviética. En la actualidad Marneuli se conoce como región agrícola; por ejemplo, Marneuli poseía una participación del 78% del tabaco, el 11% de las verduras y el 4% de la producción de carne en Georgia en 2006. El empleador más grande en el área de Marneuli es Marneuli Food Company, que embotella y vende artículos como encurtidos y salsa de tomate.

## Infraestructura

### Arquitectura, monumentos y lugares de interés
El municipio tiene monumentos religiosos cristianos como el complejo monástico de Tserakvi o la iglesia de Joyorna. En cuanto a estructuras defensivas, destacan la fortaleza de Tsopi en Sadajlo, el complejo Binadzori o la fortaleza de Shulaveri.

### Educación
Actualmente en Marneuli funcionan 87 escuelas secundarias estatales y 1 no estatal, 4 colegios y 4 entidades de estudios superiores o universidades.

### Transporte
La carretera principal internacional S6 (también parte de la ruta europea E117) pasa a través del extremo noroeste desde Tiflis a través de Bolnisi hasta la frontera con Armenia. En Marneuli, la carretera principal S7 (también parte de la ruta europea E001), que transcurre completamente dentro del territorio del municipio, se bifurca y también llega a la frontera armenia en Sadajlo. No muy lejos de la frontera este del municipio discurre la carretera principal internacional S4 procedente de Tiflis (también parte de la ruta europea E60) en su tramo entre Rustavi y la frontera con Azerbaiyán.
La carretera nacional Sch33 (შ33) corre hacia el noroeste desde Marneuli hasta el límite municipal cercano, y continúa en dirección a Tetritskaro-Tsalka. Desde Sadajlo, el Sh37 (შ37) sigue la frontera armenia hacia el oeste y la cruza por detrás de Ajkerpi; la sección sin pavimentar al otro lado de la frontera es solo para tráfico local. El Sh162 (შ162) conduce desde el S7 en Shulaveri a través de Shaumiani hasta la parte suroeste del municipio. El Sh163 (შ163) es una conexión cruzada entre el S7 y el S4, que comienza en Marneuli, y más al sur el Sh164 (შ164) de Tsereteli y el Sh161 (შ161) de Shulaveri.
La línea ferroviaria Tiflis-Ereván, inaugurada en este tramo en 1899, discurre en dirección norte-sur entre Marneuli y Sadajlo en el territorio del municipio. En Marneuli, un ramal se bifurca a través de Bolnisi hacia Kazreti, en el municipio de Bolnisi.

## Galería

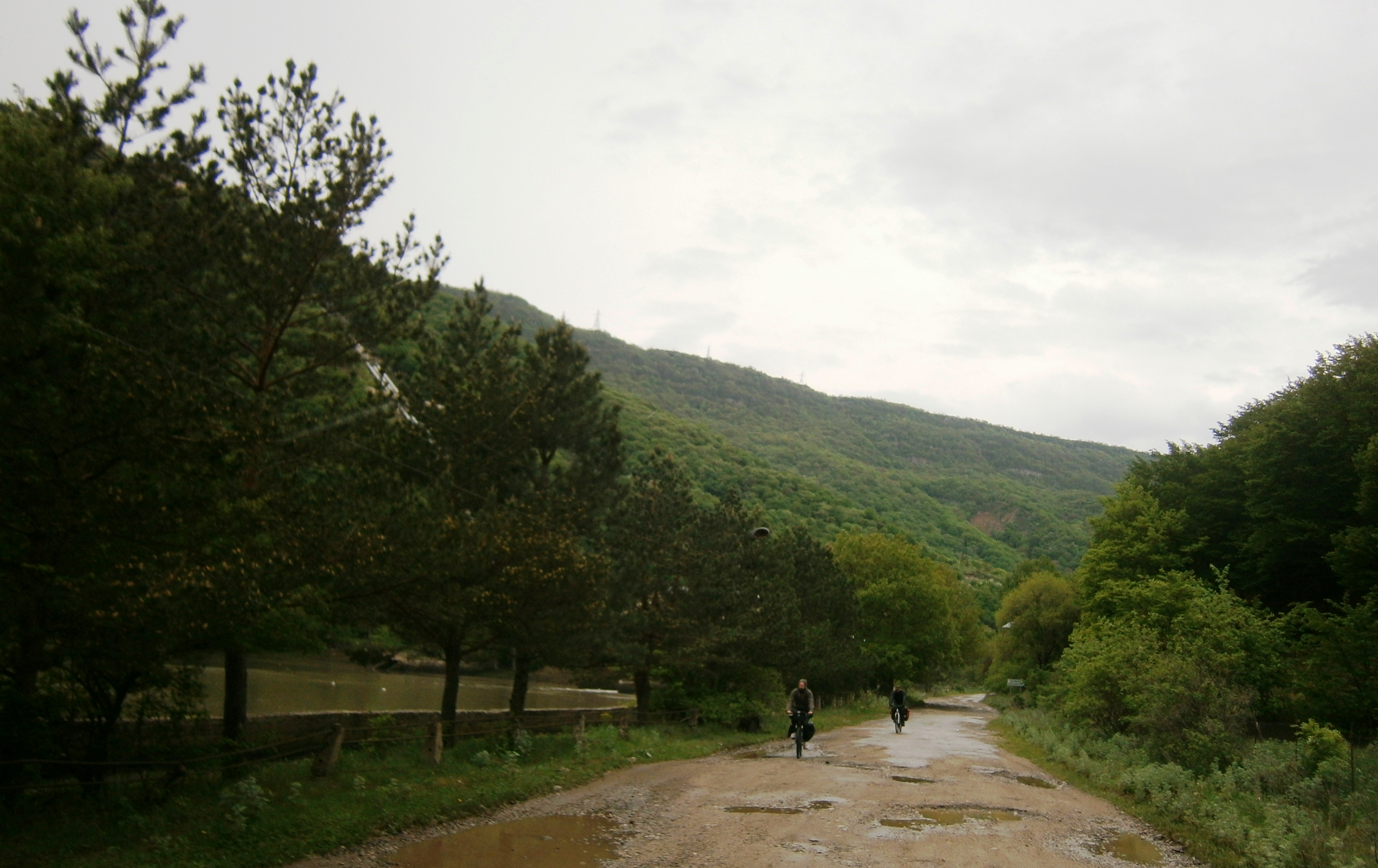
Carretera Marneuli-Tetritskaro-Tsalka
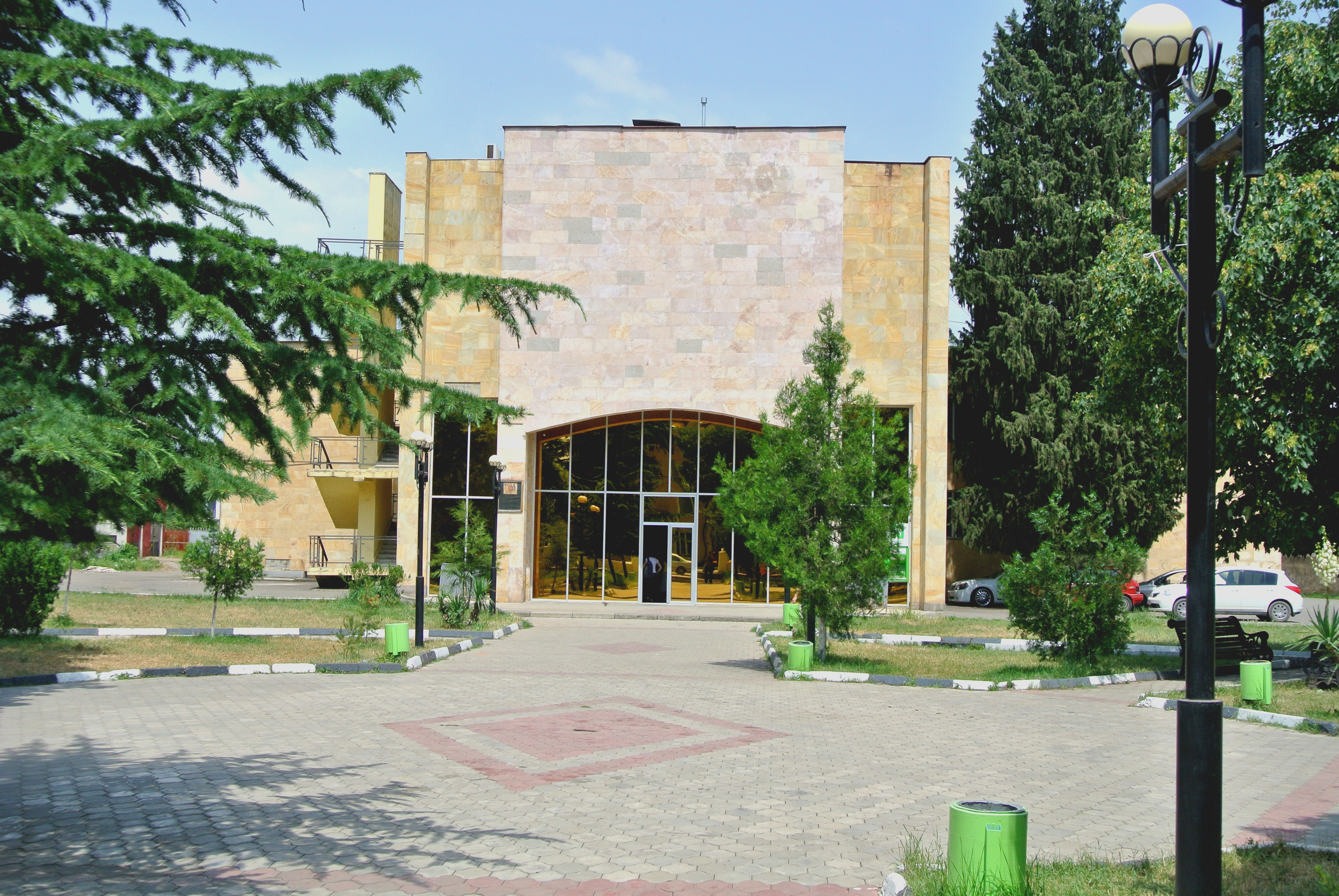
Centro cultural de Marneuli
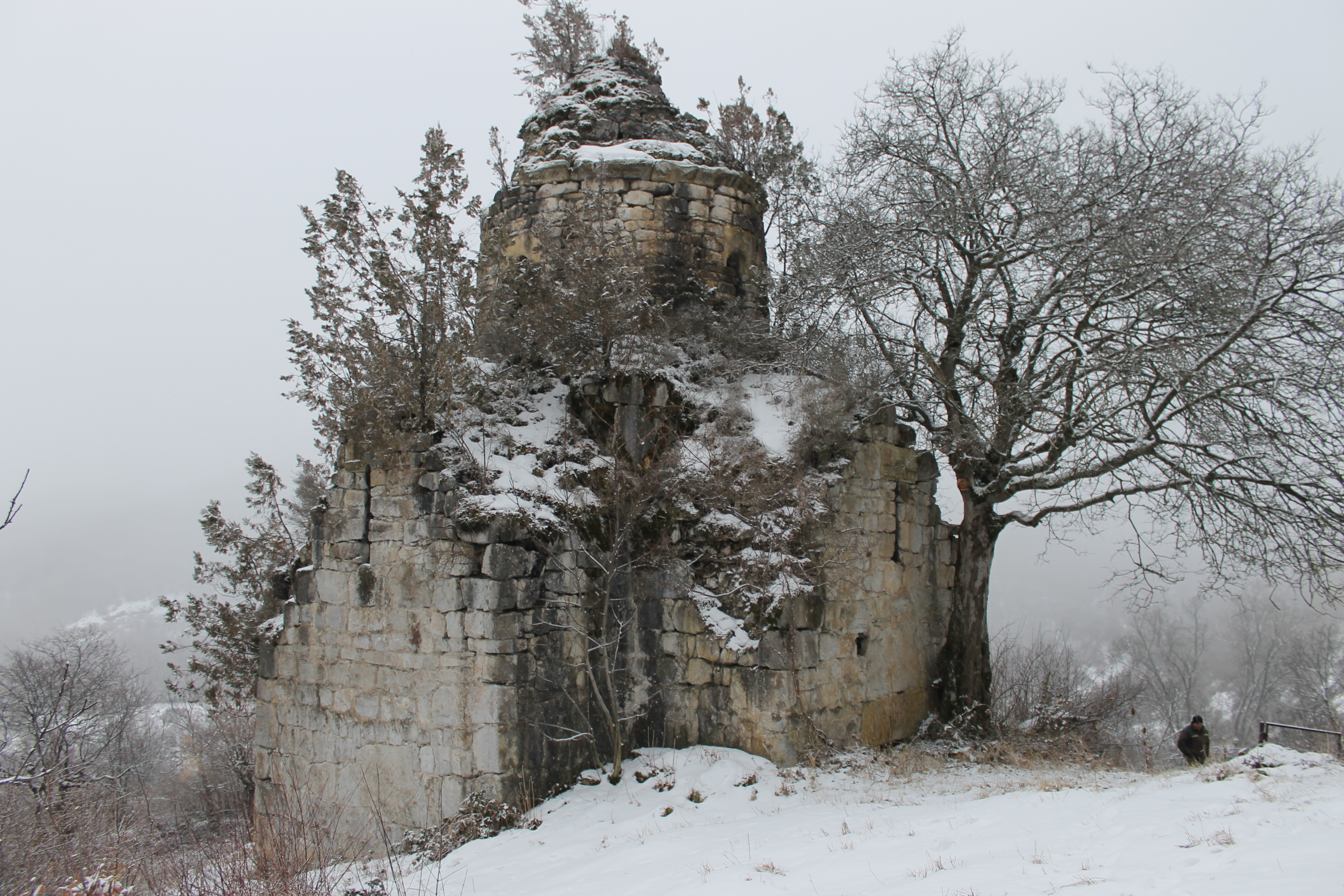
Iglesia de Joyorna
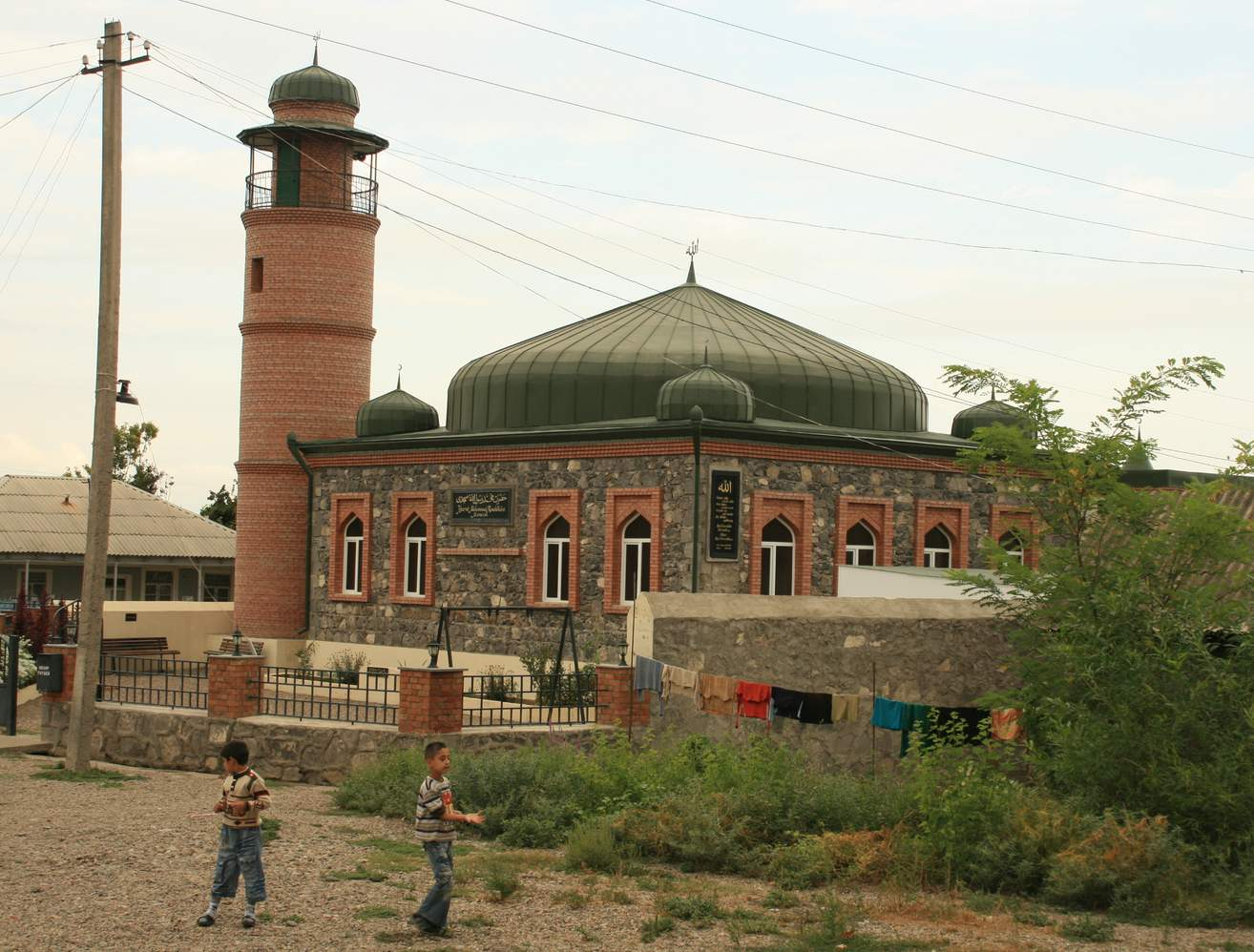
Mezquita de Imiri
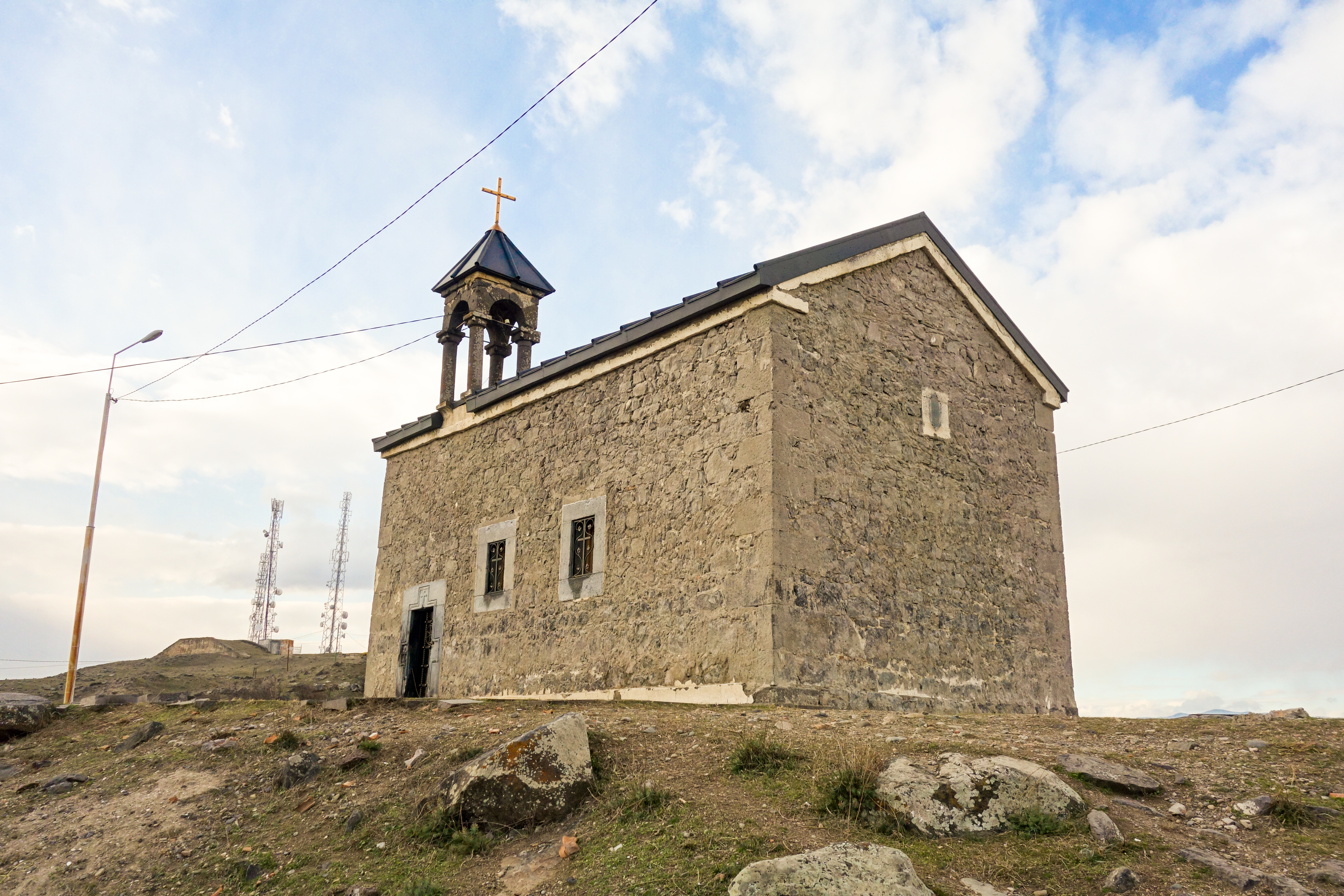
Iglesia de San Jorge en Marneuli